# Vicente Guerrero (Ocozocoautla)
Vicente Guerrero es una localidad del estado mexicano de Chiapas. Es parte del municipio de Ocozocoautla de Espinosa.

## Toponimia
El nombre de la localidad rinde homenaje a Vicente Guerrero, héroe de la Independencia de México.

## Demografía
| Gráfica de evolución demográfica |
|                                  |

| Censo | Población |
| ----- | --------- |
| 1900  | 185       |
| 1910  | 240       |
| 1921  | 85        |
| 1930  | 215       |
| 1940  | 658       |
| 1950  | 581       |
| 1960  | 758       |
| 1970  | 875       |
| 1980  | 1 210     |
| 1990  | 1 499     |
| 2000  | 1 745     |
| 2010  | 2 009     |
| 2020  | 2 413     |